# Humberto de Azevedo Viana
Humberto de Azevedo Viana, mais conhecido como Tará (Recife, 29 de agosto de 1914 - Recife, 7 de setembro de 2000) foi um futebolista brasileiro que atuava como atacante.
É o maior artilheiro de todos os tempos do Santa Cruz com 207 gols. É considerado por muitos o maior jogador de Pernambuco de todos os tempos.

## Carreira

### Jogador
Começou a carreira no Mocidade de Beberibe e passou pelo Atheniense, antes de chegar ao Santa Cruz.
Estreou no Santa Cruz em setembro de 1931, aos 17 anos, no empate em 2 x 2 contra o Íris. Já no jogo seguinte, marcou dois gols na vitória por 3 x 1 pra cima do Flamengo de Recife. Ainda em 1931, conquistou seu primeiro título, o estadual.
Foi um dos principais responsáveis pelos três primeiros títulos estaduais da história do clube, em 1931, 1932 e 1933, além de levantar a taça em 1935 e 1940. Decisivo, foi autor de dois gols na final de 1931 sobre o Varzeano, e de três gols na decisão de 1935 contra o Tramways.
Em 1934, marcou um gol no amistoso contra a Seleção Brasileira, em que o Tricolor saiu derrotado por 3×1.
Após 11 anos no Santa Cruz, foi defender o Náutico. No Timbu, jogou ao lado de seus quatro irmãos e também foi Campeão Estadual. Uma de suas partidas memoráveis pela equipe foi a goleada pra cima do Flamengo de Recife, quando o Náutico venceu por 21x3 e Tará anotou 10 gols.
Em 1948, retornou ao seu antigo clube e passou a atuar como meia-esquerda. Foram ao todo 207 gols marcados pelo Tricolor, onde jogou no intervalo de 1931 a 1942, depois no ano de 1948.

### Militar
Como soldado participou de grandes eventos históricos como o combate aos revolucionários paulistas em 1932 e aos revoltosos da Intentona Comunista de 1935. Posteriormente chegou ao posto de major, tornando-se coronel reformado.
Em 1993, foi homenageado pela Polícia Militar que batizou seu campo com o nome de Coronel Humberto Azevedo Vianna, campo que sediou o primeiro jogo de futebol de Pernambuco em 1905.

## Títulos
Santa Cruz
- Campeonato Pernambucano: 1931, 1932, 1933, 1935 e 1940

Náutico
- Campeonato Pernambucano: 1945

### Individuais
- Artilheiro do Campeonato Pernambucano[9]: 1938 (25 gols); 1940 (20 gols); e 1945 (28 gols)